# Drive: Nike + Original Run
Drive: Nike + Original Run (также известен как просто Drive) — альбом ремиксов американского электронного дуэта The Crystal Method, выпущенный лейблом Tiny E Records. Первоначально альбом ограниченное время был доступен для скачивания с 28 июня 2006 года; годом позже состоялся «полноценный» выпуск Drive: Nike + Original Run на CD.

## Об альбоме
Drive: Nike + Original Run является совместным проектом The Crystal Method и компании Nike. По словам музыкантов и представителей Nike альбом подходит для занятия спортом, в частности тренировок по бегу. Drive: Nike + Original Run представляет собой сборник, состоящий из 10 треков общей продолжительностью 45 минут. Некоторые ремиксы созданы на композиции, которые ранее издавались в составе саундтрека к фильму Лондон и микстейпа The Crystal Method Community Service II. Первый, цифровой релиз пластинки состоялся на iTunes Store 28 июня 2006 года.
26 июня 2007 года альбом вышел на компакт-диске исключительно для Best Buy, а с 5 февраля 2008 появилась возможность покупки CD-версии Drive: Nike + Original Run в любых других музыкальных магазинах. CD-издание включает в себя четыре бонус-трека, среди которых удлинённые версии композиций «It Hertz», «Don’t Stop», «Bad Ass (Rogue Element Mix)» и «Glass Breaker (Force Mass Motion Mix)».

## Список композиций
| №   | Название                                                            | Длительность |
| --- | ------------------------------------------------------------------- | ------------ |
| 1.  | «Starting Line»                                                     | 2:02         |
| 2.  | «It’s Time»                                                         | 4:51         |
| 3.  | «Roadhouse Blues (Original Dub) — The Doors vs. The Crystal Method» | 6:05         |
| 4.  | «It Hertz»                                                          | 5:17         |
| 5.  | «Do It (Dub Pistols Mix)»                                           | 5:24         |
| 6.  | «Don’t Stop»                                                        | 4:57         |
| 7.  | «Brand New Kicks»                                                   | 4:16         |
| 8.  | «Badass (Rogue Element Mix)»                                        | 5:24         |
| 9.  | «Glass Breaker (Force Mass Motion Mix)»                             | 5:34         |
| 10. | «Finish Line»                                                       | 1:03         |

| №  | Название                                | Длительность |
| -- | --------------------------------------- | ------------ |
| 1. | «It Hertz»                              | 6:07         |
| 2. | «Don’t Stop»                            | 5:21         |
| 3. | «Bad Ass (Rogue Element Mix)»           | 7:02         |
| 4. | «Glass Breaker (Force Mass Motion Mix)» | 6:35         |

## Участники записи
| The Crystal Method - Скотт Киркленд — синтезатор, программинг, продюсирование - Кен Джордан — синтезатор, программинг, продюсирование | Приглашённые музыканты - Энджело Хайс — вокал («It’s Time») - Джимми Вуд — мелодика («It Hertz», «Don’t Stop») - Dub Pistols — микширование, продюсирование («Do It (Dub Pistols Mix)») - Ричард Фортус — гитара («Brand New Kicks») - Шарлотта Мартин — вокал («Glass Breaker (Force Mass Motion Mix)») | Другой персонал - Дженифер Марс — дизайн - Мора Ланахан — фотограф |

## Позиции в чартах
| Чарт (2008)           | Высшая позиция |
| --------------------- | -------------- |
| Top Electronic Albums | 23             |